# Taylor Hayes
Taylor Hayes, née le 14 janvier 1975 à Grosse Pointe, est une actrice pornographique américaine.

## Biographie
Taylor a été élevée dans une famille décomposée et en proie à l'alcool dans une banlieue de l'Ohio. Elle fit sa scolarité dans la banlieue de Dallas. Après l'obtention de son diplôme et alors qu'elle travaillait au club de striptease Cabaret Royale, Hayes apparut dans Penthouse à la suite d'un casting régional.
À cause de cet évènement, son petit-ami (étant soi-disant un milliardaire de Dallas) de l'époque la chassa du domicile début 1995. De ce fait, elle partit pour Las Vegas, où elle habita avec un couple échangiste, où elle eut une aventure avec John Wayne Bobbitt et où elle fit plusieurs séances photo pour le magazine de charme Hustler.
En 1996, Taylor alla à Los Angeles et commença à travailler pour le studio VCA Pictures. Après deux films pour VCA, elle quitta ce studio pour devenir une des actrices du producteur de gonzo Adam Glasser (alias Seymore Butts). Pendant cette partie de sa carrière, Taylor fit plusieurs vidéos qui mirent en avant son enthousiasme dans l'exécution de pratiques anales (dont l'anulingus ou le cul à la bouche).
Vivid fit ensuite signer un contrat d'exclusivité à Taylor en 1997. Durant cette période sous contrat avec Vivid, Taylor fit plus d'une douzaine de films et fut deux fois nommée « Actrice de l'année » (Female Performer of the Year) aux AVN awards à Las Vegas. Par ailleurs, Taylor a eu recours à la chirurgie esthétique (implants mammaires et liposuccion) à cette époque.
Parallèlement à ce contrat, Taylor eu un rôle récurrent dans une émission sur Playboy TV. Vanity Fair lui consacra un article aux côtés de Jenna Jameson et Briana Banks dans le sud de la France.
Elle fit plusieurs apparitions dans l'émission télé de Howard Stern. Lors de son dernier passage, elle quitta brusquement le plateau en larmes, Stern insistant sur sa réputation de « Reine de l'anal ».
Taylor débuta une relation sérieuse avec Adam « Seymore Butts » Glasser en 1995 qui lui fit un fils nommé Brady né en 1996. Ils se séparèrent en 1997 et la garde de l'enfant fut un sujet de discorde entre les deux parents (voir la série Family Business).
Après cette séparation, Taylor eut des démêlés avec la nouvelle petite-amie de Glasser, Alisha Klass (les deux femmes sont connues pour leur penchant pour le sexe anal et pour leur capacité à éjaculer copieusement), au sujet de l'éducation de Brady.
Après plusieurs années passées comme Vivid Girl, Taylor se retira du X en 2002. AVN Magazine la déclara parmi les 50 meilleures stars du X de tous les temps peu de temps après.
Taylor tenta en vain de se lancer dans le cinéma grand public avec des rôles dans Animal Instincts III (une production érotique du milieu des années 1990) ou encore dans Evil Breed: The Legend of Samhain (une autre série B, tournée en 2003, après qu'elle eut quitté Vivid). Cependant, depuis la fin des années 90, Taylor a dû lutter contre l'abus de médicaments et la prise de poids. Elle a eu également un autre enfant hors mariage en mai 2005.
À 30 ans, Taylor annonça son retour dans le X en décembre 2005. La première scène qu'elle effectua après son retour fut une orgie lesbienne pour Shane's World Productions (dont la propriétaire, Shane, fut aussi une compagne d'Adam Glasser, avant Taylor) et une scène de fellation avec Mark Davis tournée par Glasser pour son propre studio.
Taylor Hayes est aussi le nom du personnage joué par Hunter Tylo dans le soap opera américain Amour, Gloire et Beauté, dont Taylor était fan quand elle était adolescente. Son dernier film est Loving Taylor en 2003.

## Récompenses
- AVN Awards :
  - 2002 : Best Actress, film Fade to Black (2001)
  - 2001 : Meilleure actrice dans un film (Best Actress - Film) pour Jekyll and Hyde (2000)[1]
  - 1999 : Best Group Sex Scene, film Masseuse 3 (1998) Mr. Marcus & Billy Glyde
  - 2007 : Elle fait partie de l'AVN Hall of Fame
- XRCO Award
  - 2002, Best Actress, film Fade to Black (2001)